# Сен Никола (Италия)
Вижте пояснителната страница за други значения на Сен Никола.
Сен Никола̀ (на италиански и на френски: Saint-Nicolas) е село и община в Северна Италия, автономен регион Вале д'Аоста. Разположено е на 1200 m надморска височина. Населението на общината е 325 души (към 2010 г.).